# فرنسيسكو ميراندا (لاعب كرة قدم)
فرنسيسكو ميراندا هو لاعب كرة قدم باراغواياني، ولد في 21 أغسطس 1941.